# Detalion
Detalion – polski producent i wydawca gier komputerowych, istniejący do 2007 roku. Przedsiębiorstwo zajmowało się głównie rozwojem komputerowych gier przygodowych na komputery PC. Siedziba spółki znajdowała się w Rzeszowie.
Firma była spółką cywilną założoną przez sześć osób: Krzysztofa Bara, programistę; Macieja Miąsika, programistę; Roberta Ożoga, grafika; Rolanda Pantołę, programistę i grafika; Łukasza Pisarka, grafika; Danutę Sienkowską, grafika. Wszyscy wymienieni byli twórcami i projektantami gier Detalionu.

## Historia
Do Rolanda Pantoły, po opracowaniu portu gry A.D. 2044 dla komputerów PC dołączyli graficy. W takim składzie stworzono gry Reah i Schizm w oparciu o zmodyfikowany silnik opracowany na potrzeby AD 2044 dla komputerów PC.
W późniejszym czasie przedsiębiorstwo LK Avalon zaproponowało zespołowi tworzenie mniejszych tytułów, przy wymogu założenia odrębnej firmy. Z Detalionem kontakt nawiązała także firma DreamCatcher, wydawca gry Schizm w USA. W wyniku współpracy z północnoamerykańską firmą powstały gry Schizm 2. Kameleon i Sentinel. Strażnik grobowca.
Krzysztof Bar opuścił zespół na początku 2002 roku.
Po wydaniu Strażnika, z powodu trudności finansowych, firma przestała wykazywać aktywność, chociaż formalnie istniała. Na taką sytuację firmy miały wpływ problemy związane z brakiem zainteresowania ze strony wydawców. W lutym 2007 roku studio Detalion połączyło się z firmą City Interactive. Oficjalnie firma Detalion przestała istnieć 18 czerwca 2007.

## Wydane tytuły
| Tytuł                                                                             | Rok  | Platforma  | Wydawca                  |
| --------------------------------------------------------------------------------- | ---- | ---------- | ------------------------ |
| Draggo                                                                            | 2002 | PC/Windows | LK Avalon                |
| Mag                                                                               | 2002 | PC/Windows | LK Avalon                |
| Nina Trylogia                                                                     | 2002 | PC/Windows | City Interactive         |
| Schizm 2. Kameleon (ang. Mysterious Journey 2)                                    | 2003 | PC/Windows | DreamCatcher Interactive |
| Sentinel. Strażnik grobowca (ang. Sentinel: Descendants in Time, Realof Illusion) | 2004 | PC/Windows | DreamCatcher Interactive |